# Грб Сомбора
Грб Сомбора је званични симбол српског града Сомбора. Поново је усвојен 2002. године, након 40-годишње паузе у доба комунизма.

## Историја
Град Сомбор никао је на месту старијег насеља по имену Сент-Михаљ. Насеље је подигнуто око каштела племићке породице Цобор, те је оно касније добило име Цоборсентмихаљ. Након инвазије Турака и њиховог освајања Бачке, Цобори су напустили ове пределе, међутим њихово име задржало се у облику имена града који се почео називати Сомбором.

### Грб војничког шанца Сомбор
Након повлачења Турака 1687. године, Сомбор је добио свој први печат с грбом 1702. године, када је добио и статус војничког шанца на Потиској војној граници. На њему се налазио усправљен лав са главом окренутом у лево. У подигнутој левој шапи држи мач, док му је десна шапа спуштена на штит са словима SZ. Око лава, на рубу печата, налазио се латински натпис: Sigil comunis militiae in Szombor (Печат војничке општине Сомбор).
Како је један мањи део становника Сомбора у војничком шанцу имао статус коморских поданика, они су до 1745. године имали засебну коморску општину, која је имала свој печат. У средини печата налази се представа Јагњета Божијег које носи крст, а око њега су представе анђела и два феникса. У дну печата налазила су се три цвета, у сваком углу по звезда са пет кракова, а у врху сунце или свевидеће око.

### Грб слободног града Сомбора
Када је бечки двор крајем 1745. године Сомбору укинуо статус војног места, овдашњи граничари започели су упорну трогодишњу дипломатску борбу да Сомбор добије статус слободног и краљевског града, са свим пратећим привилегијама које је овакав положај доносио. Након више од три године, 17. фебруара 1749, царица Марија Терезија потписала је Привилегијално писмо којим је Сомбор добио статус слободног и краљевског града, а с њим и грб.
Симбол новостеченог стауса представљао је грб слободног и краљевског града Сомбора. Грб је насликан на првој страни, а описан је у 18. члану Привилегијалног писма (или тзв. елибертационе повеље), у којем пише:
Да би краљевска милост и наклоност према становницима града СОМБОРА вечна и упадљива била, милостиво им дарујемо грб, по доле означеном опису, да се њиме служе на вечита времена; истодобно им дозвољавамо употребу отиска грба у црвеном воску. На зеленом пољу ШТИТА лежи град сребрне боје са три куле, од којих је средња виша; зидови су украшени прозорима погодним за одбрану, а на челу зупчастим испупчењима; из горњег десног прозора промољена црвена рука држи сабљу у смеру ка осмокракој звезди златне боје; из левог прозора истављена је застава плаве боје на којој се, између две састављене ловорове гранчице, налази позлаћена бројка; пред отвореном градском капијом, од железних решетки, стоје два војника: десни у плавом чојаном оделу, на глави му је црна пандурска шубара, у црним чизмама и у десној руци држи старинску тешку пушку; леви у плавој блузи, црвеним панталонама, златним чизмама и са мађарском црвеном капом на глави, у десној руци држи исукану сабљу уперену косо у вис. На грбу се налази турнирски штит са визиром, а више њега круна иза које је лав, у изворној боји, у стојећем ставу са исплаженим црвеним језиком и на горе избаченим репом; у канџама држи заставу и исукану сабљу. С обе стране налази се у сребрној и црвеној боји орнамент од храстовог лишћа.
Грб слободног и краљевског града Сомбора налазио се на сивој позадини, а у златом оивиченом кругу око њега, златним словима био је на латинском исписано: SIGILLIUM REGIÆ LIBERÆQUE CIVITATIS ZOMBORIENZIS 1749 (Печат краљевског и слободног града Сомбора 1749).
Детаљи грба Сомбора указивали су на војничку традицију града, а претпоставља се да је бројком 3 на стегу који држи лав на врху грба требало да буде изражено постојање и јединство три конфесије – римокатоличке, православне и унијатске. Унијата тада у Сомбору није било, а и касније их је било изузетно ретко и у занемарујуће малом броју, што свакако указује више на жељу и план бечких власти да овдашњи православни становници с временом прихвате унију, него на стварно стање међу сомборским становништвом.
Колико су грађани Сомбора прихватили и поистоветили с с овим грбом показује нам и чињеницама да су га користили и у званичним и у незваничним приликама. Био је омиљен и код свих народа који су живели у њему, што је показано у немирним годинама Мађарске револуције 1848/49. године, када се у граду пет пута смењивала мађарска и српско-аустријска управа; обе власти су правиле своје печате који су се разликовали само у натпису на српском или мађарском језику, док је грб града остајао истоветан.

### Грб Сомбора у време комунизма
Грб Сомбора из 1749. године био је непрестано у службеној употреби скоро пуна два века, све до 1962. године, када га је, по захтеву градских комунистичких власти, у значајној мери преправио сомборски академски сликар Иван Јакобчић. Од некадашњег сомборског великог печатког грба коришћен је само штит са кулом и зидинама. Испред куле били су изостављени стражари, рука са мачем и застава, а златна осмокрака звезда претворена је у златну звезду петокраку. Боје у грбу остале су непромењене. Сомборци су и у времену које није било склоно очувању предсоцијалистичког наслеђа и које је обиловало новим знамењима начињеним у соцреалистичком духу, држали до своје традиције и прошлости и сачували најбитније елементе грба. О томе говори и податак из општинског Статута усвојеног 1964. године, који о грбу каже следеће: "Општина Сомбор има свој амблем следећег изгледа:
На зеленом пољу штита лежи град боје слонове кости са три куле од којих је средња виша, а на њој отворена градска капија. Зидови куле имају отворе за одбрану. Иза кула у левом горњем углу штита налази се златна петокрака звезда на црвеном пољу."
|  |  |

### Повратак старом грбу
Након пада комунистичке власти, одлуком одборника Скупштине општине Сомбор од 17. фебруара 2002. године, историјски грб слободног и краљевског града Сомбора из 1749. године поново је постао званичан знамен града и општине. Грб се од тог времена налази и као средишњи симбол на сребрно-белој позадини заставе града.